# Doris Mable Cochran
Doris Mable Cochran (18 de mayo de 1898 – 22 de mayo de 1968) fue una herpetóloga estadounidense. Durante muchos años se desempeñó como curadora de la American Natural Collection en el Instituto Smithsonian de Washington D. C.

## Biografía
Nació en North Girard, Pensilvania y se crio en Washington D. C., después de que su padre fuera transferido allí por un trabajo en el gobierno.
Durante sus estudios en la Universidad George Washington (A.B. 1920, M.S. 1921), trabajó para el Departamento de Guerra y como asistente en el departamento de herpetología del Instituto Smithsonian. Aunque el museo se encontraba bajo la curaduría de Leonhard Hess Stejneger, Cochran era la responsable de la administración de las colecciones herpetológicas. En 1927 se convirtió en curadora asistente y en 1942, en conservadora adjunta, justo antes de la muerte de Stejneger. Obtuvo un Ph.D. en la Universidad de Maryland en 1933 con una tesis sobre el sistema muscular del cangrejo azul. Se convirtió en la primera mujer curadora en 1956 hasta su jubilación en 1968 en su cumpleaños número 70.
Estudió arte en la Escuela de Arte Corcoran y desarrolló su talento como artista, convirtiéndose en ilustradora científica, no sólo para sus obras, sino también para las de sus colegas.
Las investigaciones de Cochran se centraron principalmente en la herpetofauna de las Antillas y América del Sur, particularmente en Haití. Publicó 90 trabajos taxonómicos entre 1922 y su muerte (cuatro días después de su retiro en 1968) en el que describió ocho géneros y 125 especies y subespecies nuevas, así como folletos para la identificación de reptiles venenosos para el ejército. Sus 20 años de estudios de las Antillas culminaron en The Herpetology of Hispaniola en 1941. Visitó Haití en dos ocasiones, en 1935 y 1962-1963. En Haití trabajó con Adolfo Lutz y su hija, Bertha.
Escribió sobre ranas sudamericanas en Frogs of Southeastern Brazil en 1954 y Frogs of Colombia en 1970 (póstumo). Su libro más popular fue Living Amphibians of the World en 1961. Cochran recolectó personalmente más de 3000 ranas en una expedición a Brasil.
Cochran fue la segunda persona en ser elegida miembro distinguido de la American Society of Ichthyologists and Herpetologists en 1962 y se desempeñó como su primera secretaria.

## Honores

### Eponimia
- Cochranella Taylor 1951[9]
- Aplastodiscus cochranae (Mertens 1952)
- Aristelliger cochranae Grant 1931
- Eleutherodactylus cochranae Grant 1932
- Nymphargus cochranae (Goin 1961)

Phasmahyla cochranae (Bokermann, 1966)
- Sphaenorhynchus dorisae (Goin 1957)

## Algunas publicaciones
- 1930: Cold-blooded vertebrates (Instituto Smithsoniano, Nueva York).
- 1934: Herpetological collections from the West Indies, made by Dr. Paul Bartsch under the Walter Rathbone Bacon scholarship, 1928-1930 (Instituto Smithsoniano, Nueva York).
- 1935: The skeletal musculature of the blue crab, Callinectes sapidus Rathbun (Instituto Smithsoniano, Nueva York).
- 1941: The Herpetology of Hispaniola (U.S. Govt. print. off., Washington).
- 1954: Frogs of Southeastern Brazil (Instituto Smithsoniano, Washington).
- 1961: Living Amphibians of the World (Doubleday, Garden City, N.Y.).
- 1961: Type specimens of reptiles and amphibians in the U.S. National Museum (Washington).
- 1970: Frogs of Colombia (Instituto Smithsoniano, Washington).
- 1970: con Coleman J. Goin (1911-1986) The New Field Book of Reptiles and Amphibians; more than 200 photographs and diagrams (G.P. Putnam's Sons, Nueva York).

## Abreviatura (zoología)
La abreviatura Cochran  se emplea para indicar a Doris Mable Cochran como autoridad en la descripción y taxonomía en zoología.